# Urnengang
Als «Urnengang» («Gang zur Urne») wird in der Schweiz das Geschehen in den Abstimmungswochen vor und bis zu einem «Abstimmungssonntag» – so die historisch bedingte Bezeichnung für den Abstimmungs- und Wahl-Endtermin – bezeichnet. Die stimmberechtigten Bürger (der Schweiz, eines Kantons und einer Gemeinde, siehe Schweizer Bürgerrecht; in einigen Kantonen sowie Gemeinden auch stimmberechtigte Ausländer) geben ihre Stimme oder ihre Stimmen ab – in Abstimmungen über Sachvorlagen, Volksinitiativen oder Referenden sowie in Wahlen.
Alljährlich gibt es vier eidgenössische «Urnengänge» – regelmässig alle drei Monate, zu im Voraus bekannten Terminen, die auf die nächsten 20 Jahre festgelegt sind. Aus praktischen Gründen werden zu denselben Terminen auch kantonale und kommunale Abstimmungen durchgeführt. Alle vier Jahre werden darüber hinaus der Nationalrat und heute fast überall auch die Ständeräte neu gewählt; hinzu kommen die turnusgemässen Wahlen der Kantonsparlamente und Kantonsregierungen, der Gemeinderäte und je nach kantonalem und kommunalem Recht weiterer Behörden.
Die Abstimmungsunterlagen – Stimmzettel, Abstimmungsbüchlein beziehungsweise die Wahllisten oder Wahlzettel sowie ein Rücksendeumschlag – werden vier bis fünf Wochen, auch früher (spätestens aber drei Wochen), vor dem Abstimmungstermin jedem Stimmberechtigten an seine Wohnadresse zugestellt, wobei für Auslandschweizer besondere Erleichterungen gelten. Die Abstimmungs- und Wahlzettel müssen die Auszähllokale bis zum Abstimmungssonntag erreichen, wo sie von Bürgern, mit Unterstützung der Behörden, ausgezählt werden. Die Stimm- und Wahllokale sind eine Woche, auch länger, geöffnet – bis Mittag des Abstimmungssonntags, des Auszähltags.
Heute stimmen die meisten Menschen brieflich ab, in einer zwischen 1978 und 2005 in allen Kantonen eingeführten Briefwahl. e-Voting wird schrittweise eingeführt. Dabei stehen die Sicherheit, die Verifizierbarkeit, das Wahlgeheimnis im Vordergrund. Bei der schrittweisen Einführung, der Pilotprojekte haben die Auslandschweizer, die «fünfte Schweiz», Vorrang.
Die Zahl der «Urnengänge» in der Schweiz ist aufgrund der Kumulation von Wahlen und Abstimmungen auf allen drei Staatsebenen weltweit einmalig hoch.

## Deutschland
In Deutschland verwenden Journalisten den Begriff Urnengang gelegentlich als Synonym für „Wahl“.

### Trivia
Der Sprachkritiker Wolf Schneider schrieb:

„Nicht nur Unverständlichkeit, auch Lächerlichkeit folgt aus der Zwangsvorstellung, man müsse selbst die unsinigsten Ersetzungen in Kauf nehmen, um nicht seinen alten Deutschlehrer oder seinen Chefredakteur zu brüskieren. Mit albernem Automatismus wechselt die Deutsche Presse-Agentur vom Kabinett zur Ministerrunde, von der Wahl zum Urnengang, vom Mond zum Erdtrabanten.“

Das 1996 erstmals erschienene Handbuch des Journalismus enthält die These, das Wort Urnengang sei „unter allen zwanghaften Synonymen wohl das dümmste“.